# シローヒー

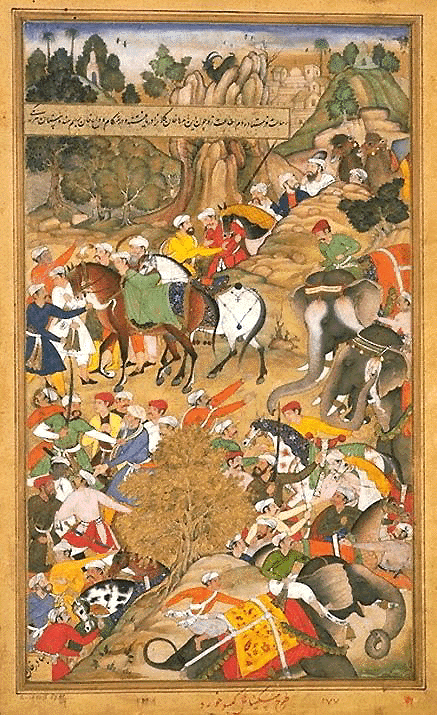
シローヒーを攻撃するアクバル軍

シローヒー（ヒンディー語：सिरोही、Sirohi）は、インドのラージャスターン州、シローヒー県の都市。

## 歴史
15世紀初頭、ラージプートがシローヒーを拠点とする。
1823年、イギリスと軍事保護条約を締結し、イギリス従属化の藩王国となった。
1857年、インド大反乱が発生すると、シローヒー藩王国はイギリスに味方して鎮圧に尽力した。

## 人口
2012年の統計では、人口は851,107人であった。

## 地理
シローヒーは北緯24度53分06秒 東経72度51分45秒 / 北緯24.885度 東経72.8625度に位置している。